# Enrico Castelli
Enrico Castelli Gattinara di Zubiena (Torino, 20 giugno 1900 – Roma, 10 marzo 1977) è stato un filosofo e storico della filosofia italiano.
È stato professore ordinario di Filosofia della religione presso l'Università di Roma La Sapienza sino al 1970, ha fondato l'Archivio di Filosofia e ha organizzato i "Colloqui Castelli" incontri che riuniscono studiosi di livello mondiale per discutere temi di filosofia della religione .

## Profilo culturale
Vicina all'esistenzialismo religioso,  la sua opera, partita da posizioni spiritualiste, si caratterizza per uno stile filosofico dal tratto autobiografico. Si è interessato di temi legati al rapporto tra ragione, arte e religione; e ha introdotto in Italia, attraverso i "Colloqui" organizzati presso l'Università di Roma, il dibattito sulla demitizzazione. Nel suo pensiero convergono suggestioni tratte da Agostino, Kierkegaard, Lev Isaakovič Šestov, Heidegger, in una personale ricerca volta a delineare una teologia della storia sulla base della considerazione del tema del peccato originale. Nei Colloqui, nati dall'intento di contribuire ad una rinascita culturale dell'Europa, convennero in Italia  personalità di rilievo della scena filosofica  religiosa, teologica, ontologica, fenomenologica ed ermeneutica. Vi fecero la loro comparsa  Henri Gouhier, Stanislas Breton, Jean Brun, Claude Bruaire, Xavier Tilliette, Jacques Lacan, Paul Ricœur,  Emmanuel Lévinas, Jacques Ellul, Giulio Carlo Argan, Jean Starobinski, Émile Benveniste, Umberto Eco, Gershom Scholem, Gabriel Vahanian, Humberto Giannini. Dopo la sua morte, ha preso il suo posto, come organizzatore dei Colloqui e direttore dell'Archivio di Filosofia, Marco Maria Olivetti. Il filosofo e teologo Raimon Panikkar fu suo grande amico e collaboratore.

## Principali pubblicazioni
- Il tempo esaurito, Ed. della Bussola, Roma, 1947.
- Existentialisme théologique, Herman & Co., Paris 1948.
- I presupposti di una teologia della storia, Cedam, Padova 1952.
- Il demoniaco nell'arte, Electa, Milano, 1952; rist. Bollati Borighieri, Torino 2007.
- L’indagine quotidiana, Fratelli Bocca Editori, Roma, 1956. Raccolta unificata dall’autore di tre saggi già editi: Preludio alla vita di un uomo qualunque (1941) e Commentario al senso comune (1940) pubblicati sotto pseudonimo di Dario Reiter e L’esperienza comune (1942).
- Pensieri e giornate, Cedam, Padova, 1963.
- Simboli e Immagini, Edizioni Rinascimento, Roma, 1966.
- I presupposti di una teologia della storia, Cedam, Padova 1968.
- Il tempo invertebrato, Cedam, Padova 1969.
- I paradossi del senso comune, Cedam, Padova 1970.
- La critica della demitizzazione, Cedam, Padova 1972.
- Il tempo inqualificabile, Cedam, Padova 1975.
- Diari (4 volumi), Cedam, Biblioteca dell'Archivio di Filosofia, Padova 1997.